# توراکینا خاتون

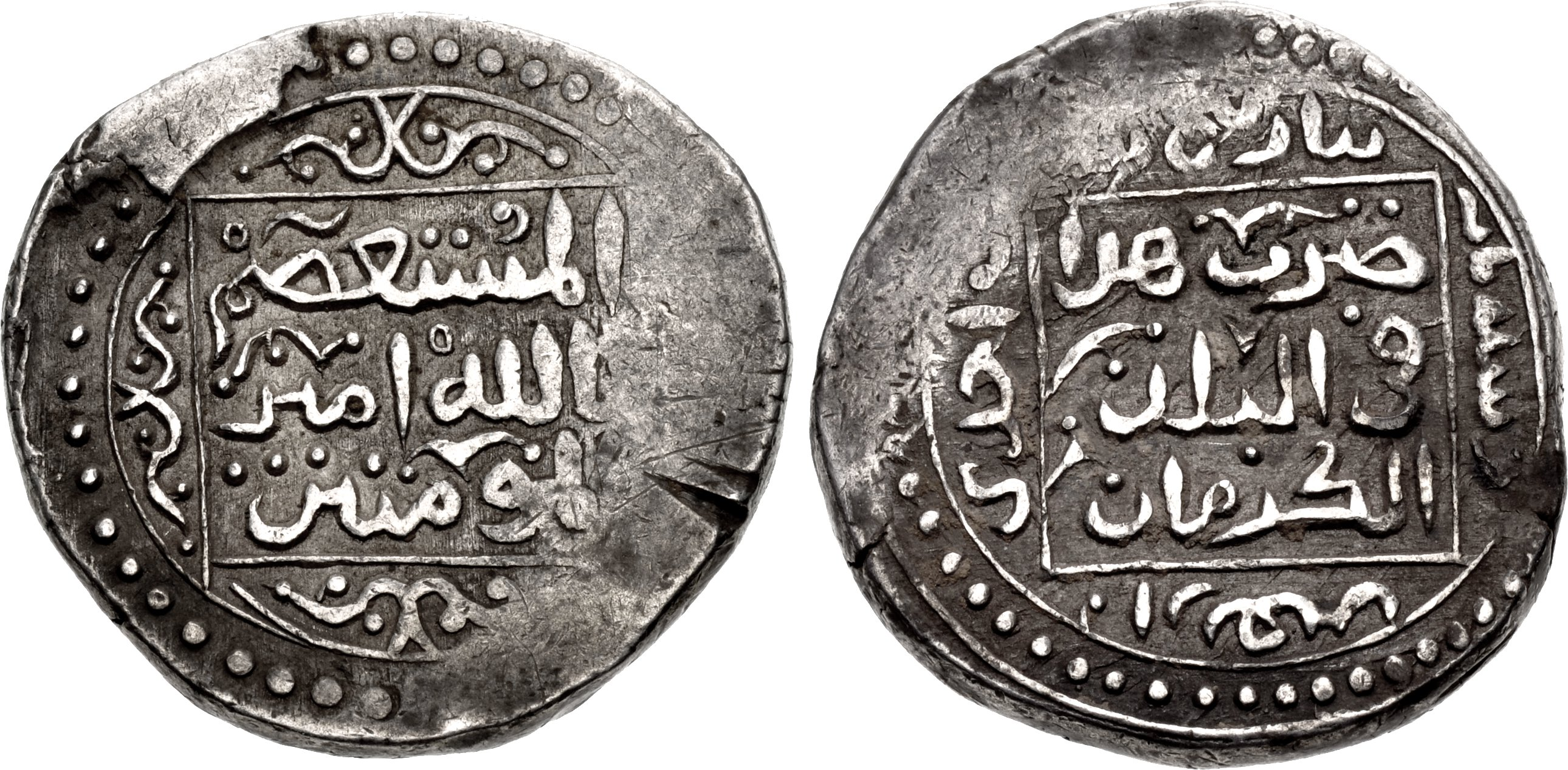
سکهٔ ۱۰ دیناری توراکینا خاتون که به نام مستعصم بالله (خلیفهٔ عباسی) در کرمان ضرب گردیده. ۶۴۱ هـ ق

توراکینا خاتون یا توراکینه خاتون همسر و جانشین اوگتای خان مغول بود. دربارهٔ احوال وی پیش از به دست گرفتن امور، اطلاعات چندانی نیست. وی از قوم مرکیت بود. توراکینا نخست همسر توقتابیگی (به نقل از تاریخ سری مغولان) بود. توراکینا از اوگتای صاحب ۴ یا ۵ فرزند شد و بعد از جاری قدرتمند خود سرقویتی بیگی که مشاور اصلی اوگتای خان بود از قدرت و نفوذ بسیار قابل توجهی در کلیهٔ دولت برخوردار بوده چنان‌که در عزل و نصب امرای اوگتای نظارت می‌کرد و دست داشته‌است. وقتی که اوگتای بیمار شد فرزند بزرگ خود گیوک که با لشکر به مأموریت رفته بود را به دربار خواند ولی پیش از آن‌که گیوک برگردد اوگتای درگذشت.
به دلیل این‌که اوگتای جانشین خود را انتخاب نکرده بود یا این‌که ولیعهدش کوچک بوده موکاخاتون، همسر اول اوگتای امور را در دست گرفت.
اما از آن‌جایی که مادر پسران، بزرگ خان توراکینا بوده و از قدرت، نفوذ و لیاقت بسیار قابل توجهی برخوردار بوده با کمک جاری بانفوذش سرقویتی بیگی و تمایل شاهزادگان و امرای مغول به نیابت سلطنت پاگذاشت و موکاخاتون را کنار گذاشت. جوینی ،۱۹۵/۱_۱۹۶ ابن عبری، ۲۵۶؛ آورده‌است که اوگتای در بستر مرگ توراکینا را برای سلطنت انتخاب کرده بود، البته به روایت برخی از مورخان چینی و ایرانی: اوگتای نخست پسر کوچک خود کوجو را به ولیعهدی انتخاب کرد اما چون وی بعد از مدتی درگذشت، نواده خود شیرامون را به جانشینی برگزید، اما توراکینا بی‌اعتنا به وصیت اوگتای بدون جلب نظر شاهزادگان با در دست گرفتن سلطنت تلاش کرد تا پسر خود گیوک را به پادشاهی برساند. تلاش توراکینا برای سلطنت گیوک با مخالفت‌های روبرو شد که یکی از مخالفان باتو نواده چنگیز بوده و گیوک را به سبب اینکه در جنگ با فرماندهی او مخالفت کرده بود را دشمن خود می‌دانست و با بهانه جویی‌هایی عملاً می‌خواست خاندان اوگتای حکومت را در دست نگیرد. گروهی دیگر بودند که طرفداران شیرامون بودند و گروهی دیگر از کوتان برادر گیوک حمایت می‌کند کردند و خودشان مدعی حکومت بودند.
توراکینا برای جلب نظر و حمایت امرا اموال خود را به آنان بخشید و با گروهی از جمله خاندان (ایلواج) اختلاف داشت و آن‌ها را عزل کرد و در بازداشت کردن آن‌ها تلاش کرد و جینقای از امرای بزرگ اوگتای از ترس جان به کوتان گریخت.
کوشش توراکینا برای بازپس‌گیری آن‌ها به نتیجه‌ای نرسید یکی از نزدیکان توراکینا کنیزی به نام فاطمه نام داشت که از بردگان خراسان دربار اوگتای بود و در دربار توراکینا نفوذ یافت. گفته‌اند که وی قدرتی به دست آورد که امرا و کارگزاران بی کفایت و یاران اوگتای را از دربار دور و عزل کرد. برادر چنگیز به جنگ با توراکینا برخاست و این تعارضها و مخالفت‌ها قلمرو اوگتای را نابسامان کرده بود.
مهم‌ترین مسئله‌ای که توراکینا و امرای مغول را مشغول کرده بود تشکیل انجمن یا «قوریلتای» برای تعیین جانشینی اوگتای بود. باتو با بهانه‌های آشکار تشکیل آن را به تأخیر انداخت. سرانجام بهار ۶۴۴ ق قوریلتای در نزدیک دریاچه کوکونور تشکیل شد و تمام شاهزادگان مغول جز باتو و امرا و فرمانروایان گرجستان، ارمنستان و آسیای صغیر و نمایندهٔ خلیفه عباسی در آن‌جا گرد آمدند و گیوک را به پادشاهی رساندند و دلیل انتخاب آن، خردسالی شیرامون و خصایص گیوک و بیماری کوتان بود. گیوک وقتی امور را در دست گرفت بعد از مدتی بیمار شد و درگذشت. توراکینا باز به تخت نشست. برخی از گروه‌ها با سیاست‌های توراکینا مخالفت نشان دادند؛ از جمله عبدالرحمن که آن را از مقام خود عزل کرد. کوشش‌های فاطمه برای نفوذ بر گیوک به نتیجه نرسید. بلکه خان مغول او را به جادوگری متهم کرد و بیماری برادرش را به کوتان نسبت داد و سرانجام او را کشت و خاندانش را به حبس آزار و اذیت کرد. دربارهٔ تاریخ مرگ توراکینا اطلاعی در دست نیست اما آورده‌اند که او دو سه ماه پس از جلوی گیوک درگذشت.
برخی از نویسندگان توراکینا را مسیحی دانسته‌اند و آورده‌اند که به همین سبب تربیت گیوک را به امیر قداق مسیحی واگذار کرد و امتیازهایی به مسیحیان داد. دوران توراکینا را دوره دشمنی اروپا و مسیحیت با مغولان به‌شمار آورده‌اند. توراکینا که با امیر جینقای مسیحی دشمنی داشت و او را از دربار براند و همین در گروش علاقه او به مسیحیت تردید ایجاد می‌کند.